# (5311) Rutherford
(5311) Rutherford es un asteroide perteneciente al cinturón de asteroides, descubierto el 3 de abril de 1981 por Alan C. Gilmore y la también astrónoma Pamela M. Kilmartin desde el Observatorio Universitario del Monte John, Isla Sur, Nueva Zelanda.

## Designación y nombre
Designado provisionalmente como 1981 GD1. Debe su nombre a Ernest Rutherford. 

## Características orbitales
Rutherford está situado a una distancia media del Sol de 3,041 ua, pudiendo alejarse hasta 3,303 ua y acercarse hasta 2,778 ua. Su excentricidad es 0,086 y la inclinación orbital 3,462 grados. Emplea 1937,04 días en completar una órbita alrededor del Sol.
Los próximos acercamientos a la órbita de Júpiter se producirán el 15 de marzo de 2058, el 9 de julio de 2067 y el 5 de marzo de 2106, entre otros.

## Características físicas
La magnitud absoluta de Rutherford es 13,8. Tiene 9,349 km de diámetro y su albedo se estima en 0,073.